# Argentine aux Jeux olympiques d'hiver de 1992
L'Argentine participe aux Jeux olympiques d'hiver de 1992, qui ont lieu à Albertville en France. Ce pays, représenté par vingt athlètes, prend part aux Jeux d'hiver pour la douzième fois de son histoire. Il ne remporte pas de médaille.

## Délégation
Le tableau suivant montre le nombre d'athlètes argentins dans chaque discipline :
| Sport           | Hommes | Femmes | Total |
| --------------- | ------ | ------ | ----- |
| Ski Alpin       | 4      | 2      | 6     |
| Ski de fond     | 4      | 1      | 5     |
| Biathlon        | 5      | 2      | 7     |
| Luge            | 1      | 0      | 1     |
| Ski Acrobatique | 1      | 0      | 1     |
| Total           | 15     | 5      | 20    |

## Résultats

### Ski alpin
Hommes
| Athlète             | Epreuve      | Manche 1      | Manche 2      | Total         | Total |
| Athlète             | Epreuve      | Temps         | Temps         | Temps         | Rang  |
| ------------------- | ------------ | ------------- | ------------- | ------------- | ----- |
| Carlos Espiasse     | Super-G      |               |               | 1 min 22 s 68 | 62    |
| Gáston Begue        | Super-G      |               |               | 1 min 22 s 52 | 61    |
| Agustín Neiman      | Super-G      |               |               | 1 min 22 s 47 | 60    |
| Federico van Ditmar | Super-G      |               |               | 1 min 19 s 07 | 46    |
| Federico van Ditmar | Slalom Géant | DNF           | –             | DNF           | –     |
| Gáston Begue        | Slalom Géant | 1 min 17 s 22 | 1 min 13 s 94 | 2 min 31 s 16 | 54    |
| Carlos Espiasse     | Slalom Géant | 1 min 16 s 77 | DNF           | DNF           | –     |
| Agustín Neiman      | Slalom Géant | 1 min 16 s 44 | 1 min 11 s 87 | 2 min 28 s 31 | 47    |
| Gáston Begue        | Slalom       | DNF           | –             | DNF           | –     |
| Federico van Ditmar | Slalom       | 1 min 00 s 62 | 1 min 00 s 87 | 2 min 01 s 49 | 39    |

Femmes
| Athlète            | Epreuve      | Manche 1      | Manche 2      | Total         | Total |
| Athlète            | Epreuve      | Temps         | Temps         | Temps         | Rang  |
| ------------------ | ------------ | ------------- | ------------- | ------------- | ----- |
| Carolina Eiras     | Descente     |               |               | 2 min 02 s 81 | 29    |
| Astrid Steverlynck | Super-G      |               |               | 1 min 33 s 48 | 40    |
| Carolina Eiras     | Super-G      |               |               | 1 min 32 s 33 | 39    |
| Astrid Steverlynck | Slalom Géant | 1 min 15 s 01 | 1 min 16 s 15 | 2 min 31 s 16 | 32    |
| Carolina Eiras     | Slalom Géant | 1 min 12 s 55 | 1 min 13 s 36 | 2 min 25 s 91 | 27    |
| Carolina Eiras     | Slalom       | DNF           | –             | DNF           | –     |
| Astrid Steverlynck | Slalom       | 54 s 83       | 50 s 70       | 1 min 45 s 53 | 30    |

Combinée femme
| Athlète            | Descente      | Slalom   | Slalom   | Total  | Total |
| Athlète            | Temps         | Manche 1 | Manche 2 | Points | Rang  |
| ------------------ | ------------- | -------- | -------- | ------ | ----- |
| Carolina Eiras     | 1 min 34 s 00 | 38 s 93  | 40 s 48  | 184,96 | 21    |
| Astrid Steverlynck | 1 min 31 s 71 | 38 s 56  | DNF      | DNF    | –     |

### Biathlon
Hommes
| Épreuve      | Athlète          | Pénalité 1 | Temps         | Rang |
| ------------ | ---------------- | ---------- | ------------- | ---- |
| 10 km Sprint | Roberto Lucero   | 8          | 41 min 38 s 5 | 94   |
| 10 km Sprint | Juan Fernández   | 2          | 40 min 32 s 0 | 93   |
| 10 km Sprint | Alejandro Guerra | 2          | 40 min 16 s 8 | 92   |
| 10 km Sprint | Luis Ríos        | 3          | 36 min 07 s 5 | 91   |

| Épreuve | Athlète         | Temps             | Manquées | Temps ajusté 2    | Rang |
| ------- | --------------- | ----------------- | -------- | ----------------- | ---- |
| 20 km   | Roberto Lucero  | DNF               | –        | DNF               | –    |
| 20 km   | Juan Fernández  | 1 h 20 min 27 s 1 | 5        | 1 h 25 min 27 s 1 | 91   |
| 20 km   | Marcelo Vásquez | 1 h 14 min 02 s 6 | 8        | 1 h 22 min 02 s 6 | 90   |
| 20 km   | Luis Ríos       | 1 h 11 min 43 s 8 | 3        | 1 h 14 min 43 s 8 | 86   |

Femmes
| Épreuve       | Athlète        | Pénalité 1 | Temps         | Rang |
| ------------- | -------------- | ---------- | ------------- | ---- |
| 7.5 km Sprint | Fabiana Lovece | 9          | 39 min 07 s 0 | 68   |
| 7.5 km Sprint | María Giro     | 0          | 27 min 53 s 5 | 36   |

| Épreuve | Athlète    | Temps         | Manquées | Temps ajusté 2    | Rang |
| ------- | ---------- | ------------- | -------- | ----------------- | ---- |
| 15 km   | María Giro | 57 min 18 s 0 | 6        | 1 h 03 min 18 s 0 | 63   |

1Une boucle de pénalité 150 mètres par cible manquée doit être parcourue.

2Une minute ajoutée par cible manquée.

### Ski de fond
Hommes
| Epreuve            | Athlète         | Course            | Course |
| Epreuve            | Athlète         | Temps             | Rang   |
| ------------------ | --------------- | ----------------- | ------ |
| 10 km C            | Diego Prado     | 41 min 46 s 2     | 106    |
| 10 km C            | Sébastian Menci | 40 min 00 s 2     | 104    |
| 10 km C            | Guillermo Alder | 37 min 11 s 8     | 97     |
| 10 km C            | Luis Argel      | 36 min 33 s 6     | 92     |
| 15 km poursuite1 L | Diego Prado     | 1 h 09 min 05 s 2 | 95     |
| 15 km poursuite1 L | Sébastian Menci | 1 h 04 min 24 s 0 | 93     |
| 15 km poursuite1 L | Guillermo Alder | 58 min 33 s 2     | 92     |
| 15 km poursuite1 L | Luis Argel      | 55 min 56 s 0     | 87     |
| 30 km C            | Luis Argel      | DNF               | –      |
| 30 km C            | Guillermo Alder | 1 h 47 min 07 s 4 | 79     |

1 Départ basé sur les résultats du 10 km.
C = Style classique, L = Libre
Femmes
| Épreuve            | Athlète    | Course            | Course |
| Épreuve            | Athlète    | Temps             | Rang   |
| ------------------ | ---------- | ----------------- | ------ |
| 5 km C             | Inés Alder | 18 min 31 s 6     | 60     |
| 10 km poursuite2 L | Inés Alder | 39 min 41 s 4     | 57     |
| 15 km C            | Inés Alder | 54 min 26 s 9     | 49     |
| 30 km L            | Inés Alder | 1 h 50 min 50 s 6 | 55     |

2 Départ basé sur les résultats du 5 km.
C = Style classique, L = Libre

### Ski acrobatique
Hommes
| Athlete            | Epreuve | Qualification | Qualification | Qualification | Final           | Final           | Final           |
| Athlete            | Epreuve | Temps         | Points        | Rang          | Temps           | Points          | Rang            |
| ------------------ | ------- | ------------- | ------------- | ------------- | --------------- | --------------- | --------------- |
| Ignacio Bustamante | Bosses  | 37 s 33       | 18 s 18       | 30            | Did not advance | Did not advance | Did not advance |

### Luge
Hommes
| Athlète        | Manche 1 | Manche 1 | Manche 2 | Manche 2 | Manche 3 | Manche 3 | Manche 4 | Manche 4 | Total          | Total |
| Athlète        | Temps    | Rang     | Temps    | Rang     | Temps    | Rang     | Temps    | Rang     | Temps          | Rang  |
| -------------- | -------- | -------- | -------- | -------- | -------- | -------- | -------- | -------- | -------------- | ----- |
| Rubén González | 47 s 301 | 28       | 47 s 238 | 29       | 48 s 086 | 30       | 49 s 152 | 33       | 3 min 11 s 777 | 31    |